# Mark Wood
Mark Wood (Port Washington, 12 dicembre 1957) è un violinista e compositore statunitense, noto per la sua carriera solista e per la militanza nella Trans-Siberian Orchestra.

## Biografia
Ha studiato con il Dr. Richard Rusack alla Paul D. Schreiber High School di Port Washington, New York, prima di iniziare la sua carriera con una borsa di studio completa alla Juilliard School di New York, e ha studiato viola con William Lincer fino alla sua partenza.

## Carriera
Wood è stato uno dei violinisti e un membro originale del gruppo rock sinfonico Trans-Siberian Orchestra, gruppo che ha lasciato nel 2009. Ha anche suonato con Céline Dion, Billy Joel e Steve Vai. Nel 1991 ha iniziato la carriera solista; nei suoi album è sempre presente in qualità di cantante sua moglie Laura Kaye.

## Compositore per la televisione
È il fondatore di Mark Wood Music Productions, una società che crea musica per l'uso in film e televisione. Wood ha inoltre ricevuto un Emmy Award per la sigla televisiva della CBS del Tour de France 2002.

## Discografia

### Solista
- Voodoo Violince
- Portrait of an Artist
- Shake Off the Gravity
- Guts, Grace and Glory
- Against the Grain
- These Are a Few of My Favorite Things

## Con la Trans-Siberian Orchestra
- 2000 - Beethoven's Last Night
- 2004 - The Lost Christmas Eve